# Базовая сеть GPRS
Базовая сеть GPRS (англ. GPRS Core Network — централизованная часть подсистемы GPRS, которая также обеспечивает поддержку UMTS- и 3G-сетей. Является встроенной частью базовой сети GSM.
Обеспечивает управление мобильностью, управление сессиями и транспортные функции для интернет-сервисов в GPRS- и UMTS-сетях. Помимо этого, обеспечивает поддержку дополнительных функций, таких как биллинг и поддержку сервисов для спецслужб. Изначально было предложено использовать базовые сети GPRS и в сетях TDMA (преимущественно в США), но на практике большинство этих сетей было переведено на стандарт GSM и подобных введений не потребовалось.
Как и GSM, GPRS является открытым стандартом 3GPP. Большинство патентов, необходимых для реализации GPRS-сети, доступны по условиям RAND. Большинство стандартов, необходимых для реализации GPRS, можно загрузить с веб-сайта 3GPP.